# HD 196050
HD 196050 ist ein Stern im Sternbild Pfau. Von unserem Sonnensystem ist der Stern rund 160 Lichtjahre (50 Parsec) weit entfernt. Die scheinbare Helligkeit beträgt 7,5 mag, der Spektraltyp ist G3 V. Der Stern ist in Größe und Leuchtkraft unserer Sonne ähnlich. 2002 wurde um HD 196050 ein Planet entdeckt.

## Der Planet
HD 196050 b wurde 2002 durch die Radialgeschwindigkeitsmethode entdeckt. Dabei wird die Bewegung des Zentralgestirnes gemessen, welche durch die gravitative Wirkung des Planeten verursacht wird. Er umkreist seinen Stern in etwas mehr als 2,5 AU Entfernung bei einer Exzentrizität von etwa 0,2. Für eine Umkreisung braucht der Planet etwa 1400 Tage bei einer Masse von etwa 4,5 Jupitermassen.

## Referenzen
- Jones et al.: Extrasolar planets around HD 196050, HD 216437 and HD 160691. In: Monthly Notice of the Royal Astronomical Society. 337. Jahrgang, Nr. 4, 2002, S. 1170–1178, bibcode:2002MNRAS.337.1170J (englisch).
- Greenhill et al.: epsilon Eridani, upsilon Andromedae, 51 Pegasi, HD 209458, HD 196050. In: IAU Circ. 2002, bibcode:2002IAUC.7985....1G (englisch).
- Mugrauer et al.: Four new wide binaries among exoplanet host stars. In: Astronomy and Astrophysics. 440. Jahrgang, Nr. 3, 2005, S. 1051–1060, bibcode:2005A&A...440.1051M (englisch).